# Trinbago Knight Riders
Trinbago Knight Riders (anteriormente Trinidad y Tobago Red Steel) es un equipo de críquet de franquicia de la Caribbean Premier League con sede en Puerto España, Trinidad y Tobago. El Red Steel fue uno de los seis equipos originales creados para la temporada inaugural de 2013 del torneo. Su estadio es Queen's Park Oval.
En 2015, Red Chillies Entertainment, la empresa matriz del equipo Kolkata Knight Riders de la Liga Premier de India, compró una participación en Red Steel. Red Steel ganó el torneo de 2015. Después de la temporada, el nombre se cambió a Trinbago Knight Riders.

## Historia
El Trinidad & Tobago Red Steel fue uno de los seis equipos creados para la temporada inaugural 2013 de la Caribbean Premier League. En 2015, ganaron el torneo por primera vez, derrotando a los Barbados Tridents 178-158 en Queen's Park Oval.
También en 2015, Red Chillies Entertainment, liderada por el actor de Bollywood Shahrukh Khan y Mehta Group del empresario Jay Mehta y su esposa Juhi Chawla, compró una participación en Red Steel. Red Chillies Entertainment también es propietaria de Kolkata Knight Riders de la Liga Premier de India; esta fue la primera vez que un equipo de IPL invirtió en una liga de cricket Twenty20 fuera de la India. En 2016, Red Chillies Entertainment se hizo cargo de las operaciones del equipo y cambió el nombre a Knight Riders. El equipo central siguió siendo el mismo en 2016, con Dwayne Bravo a la cabeza. Sin embargo, el jugador extranjero más importante del equipo es Brendon McCullum de Nueva Zelanda, quien ha jugado para KKR en el pasado. Brad Hogg, Javon Searles, Brendon McCullum y Colin Munro también han jugado antes para KKR. Darren Bravo, Chris Lynn y Sunil Narine actualmente juegan para ambos equipos de Knight Riders. Simon Katich en 2017, reemplazó a su compatriota australiano Simon Helmot como entrenador en jefe.

## Estadio

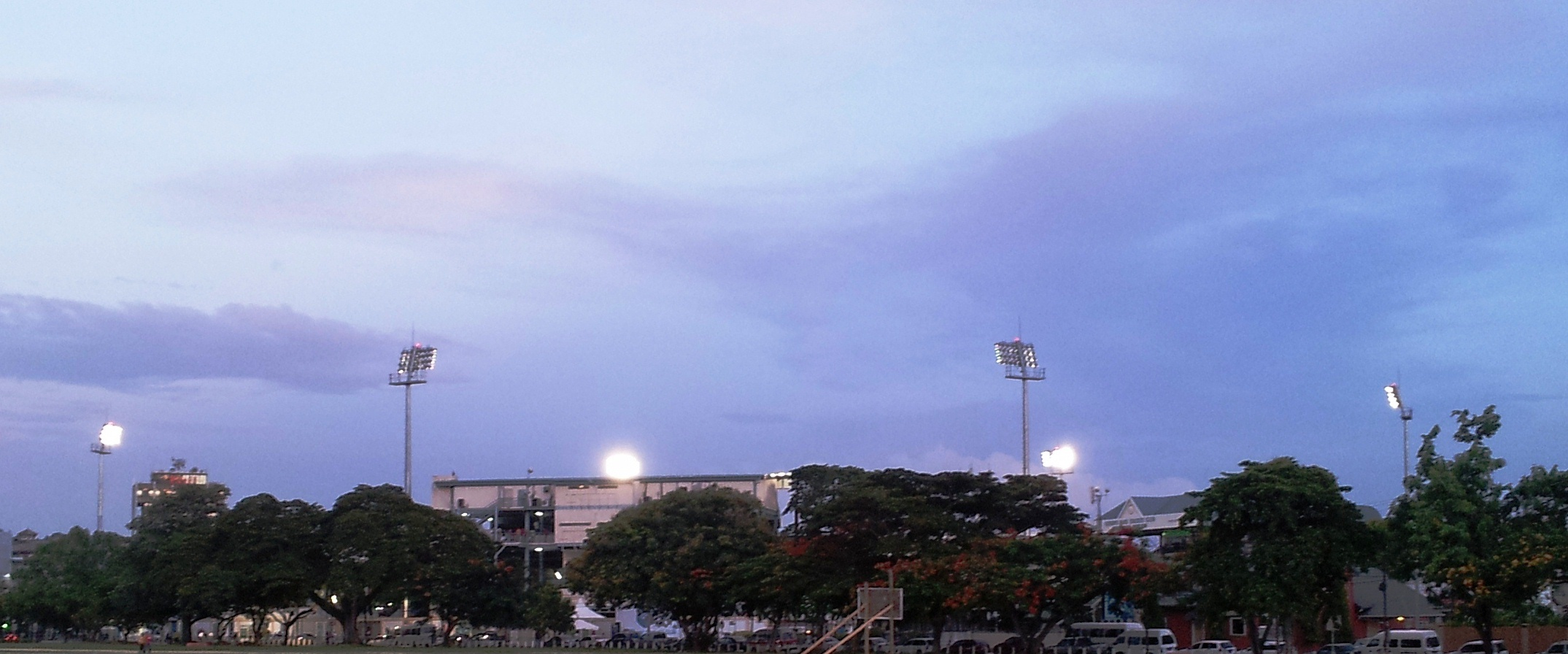
Luces encendidas de Queen's Park Oval

Los Trinbago Knight Riders juegan sus partidos en casa en el Queen's Park Oval en Puerto España. El QPO también fue el campo anfitrión de las semifinales y finales de las ediciones de 2013 y 2015 de la CPL. El Queen's Park Oval es uno de los terrenos más antiguos e históricos del Caribe, además de tener una de las mayores capacidades, con capacidad para aproximadamente 20 000 espectadores con comodidad. Hogar del Queen's Park Cricket Club (QPCC) desde 1896, ha sido sede de partidos de prueba desde 1930, ODI desde 1983 y T20 desde 2009.